# Manotick
Manotick (Ontario) est une banlieue d’Ottawa sur les berges de la rivière Rideau, située aux abords sud de la région de la capitale nationale. Manotick est située immédiatement au sud des banlieues de Barrhaven et de Riverside South et se trouve à environ 25 km (16 mi) du centre-ville d’Ottawa. Manotick fut fondée en 1864 par Moss Kent Dickinson. Il baptisa le village « Manotick », d’après le mot algonquin pour « île ». La municipalité fait partie de la Ville d’Ottawa depuis la fusion de 2001. En 2006, la population était de 4623 habitants. 

## Histoire
Dans les années 1830, c’était un petit établissement situé dans les environs des écluses de Long Island nouvellement construites au bord du canal Rideau, mais il n’y avait aucune construction dans le secteur de la municipalité actuelle de Manotick. En 1859, lors de la construction d’une tête de pont pour enjamber le bras ouest de la rivière Rideau, l’entrepreneur Moss Kent Dickinson et son partenaire Joseph Merrill Currier obtinrent les droits relatifs à l’eau et construisirent un moulin de pierre sur les berges de la rivière Rideau. Le moulin à farine, ainsi qu’un moulin à cardes et à scie et une fabrique de bondons, aussi construit par Dickinson, encouragea l’aménagement du village. Le moulin à farine fut acheté en 1946 par Harry Watson et rebaptisé Moulin Watson (Watson's Mill en anglais). Il existe aujourd’hui comme musée.
La maison Dickinson, construite en 1863, fut le premier bâtiment d’importance à Manotick. Elle servait de magasin général, de banque, de bureau de poste et de bureau de télégraphe. Les familles Dickinson, Spratt et Watson, propriétaires et exploitants de la meunerie, maintenant connue sous le nom de Moulin Watson, habitèrent la maison de 1870 à 1972. La maison est actuellement meublée afin de présenter aux visiteurs une interprétation de l’espace tel qu’il était lorsque la famille Dickinson y vivait. Elle fait partie d’autres bâtiments présentant un intérêt architectural et une signification historique qui sont présentés lors de l’événement Portes ouvertes Ottawa, avec Moulin Watson. Portes ouvertes Ottawa 2012 coïncide avec le festival annuel des journées Dickinson de Manotick, qui célèbre le fondateur du village.
En 1876, l’église anglicane originale de St. James a été construite en bois selon un style d’architecture normande sur des terres données par Moss Kent Dickinson. Lors de la construction d’une église plus grande en 1985, le style et l’apparence originaux, incluant une tour normande, les vitraux et les plaques originaux ainsi qu’une bonne part du mobilier, ont été conservés. L’église a été incluse parmi les édifices présentant un intérêt architectural et une signification historique dans l’événement Portes ouvertes Ottawa, tenu les 2 et 3 juin 2012.
C’est à Manotick que se trouvait le laboratoire ionosphérique expérimental de la Marine royale canadienne (MRC), souvent appelé le RPL, ou Radio Propagation Laboratory. Il était situé sur l’autoroute Prescott.
Le RPL était issu de la section 6 du Centre des opérations de renseignements (OIC/6) de la MRC durant la Deuxième Guerre mondiale. À l’origine, il occupait de petites cabanes sur l’autoroute Prescott, qui, dans les années 1944-1947, abritait une station de radio-transmission à haute fréquence, fonctionnant sous l’indicatif d’appel CFF. La station recevait et transmettait des messages entre le quartier général du Service naval, les autorités alliées, les navires en mer et interceptait fréquemment des transmissions de l’ennemi. Une plaque marque l’endroit, qui se trouve au sud de l’arboretum de la Ferme expérimentale (Ottawa), entre le canal Rideau et l’autoroute Prescott.
SunTech Greenhouses LTD, une serre hydroponique couvrant 2,3 acres a été construite en 1999 sur un terrain de 90 acres. Douze mille pieds carrés additionnels ont été ajoutés au printemps de 2001, pour une serre d’une superficie totale de 2,5 acres. Depuis ce temps, l’infrastructure a été élargie de 1,5 acre en 2012, pour une serre d’une superficie totale de 4 acres.
Le déclin du trafic commercial sur la rivière Rideau suscita une baisse de la population du village. La population connut un essor lorsque Manotick commença à être considéré par certains comme une ville-dortoir d’Ottawa, fusionnant avec la Ville d’Ottawa en 2001.
Malgré l’aménagement résidentiel intensif dans le sud d’Ottawa et la croissance rapide de Barrhaven, Manotick préserve son caractère en gérant prudemment sa croissance et en travaillant en étroite collaboration avec les promoteurs. De grands projets immobiliers au sud d’Ottawa annoncent souvent leur emplacement à Manotick aux débuts du projet, ce qui peut susciter une certaine confusion quant aux frontières de Manotick.

## Écoles
- Manotick Public School - La seule école élémentaire publique à Manotick, enseigne de la maternelle à la cinquième année en anglais et en français[4].
- St. Leonard Catholic School - Enseigne à plus de 500 élèves de la maternelle ainsi que de niveaux élémentaire et intermédiaire en anglais et en français[5].
- St. Mark Catholic High School - Enseigne la 7e et la 8e années ainsi que de la 9e à la 12e année en anglais et en français[6].
- South Carleton High School - Enseigne à plus de 1300 élèves de la 9e à la 12e année, et est située à Richmond. Il s’agit de la principale école secondaire publique de la région[7].

## Journées Dickinson
Tous les ans, le premier vendredi et samedi de juin, les habitants de Manotick se réunissent au cœur de Manotick autour de Dickinson Square pour célébrer le festival des Journées Dickinson. Le festival est baptisé d’après Moss Kent Dickinson, qui exploita Moulin Watson et est responsable de la fondation de Manotick. Ce festival du printemps, qui est organisé par des organisations locales comme le Club Kiwanis, la zone d’amélioration commerciale et Moulin Watson, offre habituellement des activités comme un défilé, un petit déjeuner aux crêpes, une vente d’artisanat, des promenades en chariot, de la musique et des spectacles de danse et du théâtre. La célébration coïncide avec le festival « la Journée des pionniers », organisé par les employés et les bénévoles de Moulin Watson.
Dickinson Days coïncide habituellement avec Portes ouvertes Ottawa, lorsque de nombreux édifices de la région, comme des églises et des édifices gouvernementaux, sont ouverts au public pendant une journée par année.

## Moulin Watson
Moulin Watson est le bâtiment le mieux connu de Manotick. Son image est utilisée comme symbole du village. Il s’agit du seul musée exerçant des activités commerciales dans la région d’Ottawa et l’un des très rares meuneries industrielles toujours en exploitation en Amérique du Nord. En effet, Moulin Watson vend toujours de la farine de blé entier moulue sur pierre qui est fabriquée sur place.
Moss Kent Dickinson et Joseph Merrill Currier fondèrent le moulin sous le nom de Long Island Flouring Mills en 1860. C’était l’un d’une série de moulins construits dans la région qui utilisait l’hydroélectricité du canal Rideau. Il obtint son nom actuel lorsqu’il fut acheté par Harry Watson en 1946. Watson était le dernier propriétaire à exploiter le moulin à une échelle industrielle. Lorsque l’Office de protection de la vallée Rideau acheta le moulin en 1972, il fut aménagé en musée.
Le moulin est aussi réputé pour son récit de fantôme. Selon la légende, Ann Currier, femme de Joseph Currier, hante le moulin depuis sa mort dans un accident tragique ici en 1861.
Moulin Watson est ouvert au public durant les mois d’été et on y organise une foule d’activités, dont des démonstrations de mouture du grain tous les dimanches.